# Trent (rivier)
De Trent is met een lengte van 297 km de op twee na langste rivier van Engeland. De rivier ontspringt in Staffordshire en mondt uit in het estuarium van de Humber.
De belangrijkste zijrivieren van de Trent zijn de Derwent, Soar en de Tame. De belangrijkste plaatsen aan de Trent zijn Stoke-on-Trent, Burton upon Trent, Nottingham en Newark-on-Trent.
- Virtual International Authority File: 315149296